# 栄町駅 (愛知県)
栄町駅（さかえまちえき）は、愛知県名古屋市東区東桜一丁目にある名古屋鉄道瀬戸線の駅である。駅番号はST01。

## 歴史
栄町駅開業以前は、堀川の岸辺にあった堀川駅と名古屋市役所（名古屋城駅）近くの大津町駅をターミナル駅にしており、また1976年（昭和51年） - 1978年（昭和53年）の間は土居下駅を仮のターミナルとしていた。

### 年表
- 1978年（昭和53年）8月20日：開業。開業時より自動改札機は設置されている。
- 1985年（昭和60年）4月1日：構内禁煙実施[2]。
- 2006年（平成18年）12月16日：トランパス対応開始。
- 2011年（平成23年）2月11日：manaca導入。
- 2012年（平成24年）2月29日：トランパス供用終了。

## 駅構造
島式1面2線ホームの地下駅。ホームの有効長は6両分である。2007年（平成19年）10月31日に改修工事が終了し、エレベーター、多目的トイレ、駅冷房装置などが設置された他、ホームのかさ上げも行われた。ホームは地下鉄東山線栄駅のホームよりやや深い場所に位置する（名城線ホームよりやや浅い。地上からはそれほど深くない）。当駅の南には地下街や東山線ホームが近接しているためにトンネルを掘りにくく、これ以上の延伸は困難である。
地図上では地下鉄栄駅よりやや北東に位置している（瀬戸線の線路は東山線の直下までは達しておらず、交差していない）。地下街（地下鉄栄森の地下街及びセントラルパーク）を介して名古屋市営地下鉄栄駅・久屋大通駅と接続しており、相互乗換が可能（ただし久屋大通駅とは連絡運輸を行っていない。両駅との間に連絡改札口はなく、乗り換えの際には一旦改札外に出る必要がある）。一方、当駅の駅名が表示された出口はオアシス21前にある2か所しかない。また、これらの出入口には飛地路線らしく名鉄ロゴ以外に「瀬戸ゆきのりば」と表示されており、構内には「名鉄瀬戸線」と路線名を大きく表示した案内標識もある。
東大手駅とともに、名鉄では最も早く磁気券方式の自動改札機が導入された駅でもある（後にトランパス導入のため機器を更新）。ホームにはかつてソラリー式2段表示の列車案内が設置されていたが、2017年（平成29年）3月15日にLED式2段表示の列車案内が設置され、ソラリー式の列車案内は撤去されている。かつてはホーム上にサンコスの売店があったが閉店し、自動販売機コーナーになっている。その後サンコスは改札外に移転したが閉店し、2013年（平成25年）にその跡地にファミリーマートがオープンしている。
現在のところ名鉄単独管理の地下駅では唯一、開業当初から直結軌道が敷設されている。
ホーム南側（車止め側）には、改札口につながらない（直接改札外につながっている）非常階段がある。
夜間滞泊の設定があり、平日は22時台、休日は19時台にどちらかの番線に1編成留置される。終電の尾張瀬戸23:10普通栄町行きは当駅から0:00普通喜多山行きとして折り返すので、夜間停泊は上記1編成のみとなる。
| 番線 | 路線      | 行先         |
| ---- | --------- | ------------ |
| 1・2 | ST 瀬戸線 | 尾張瀬戸方面 |

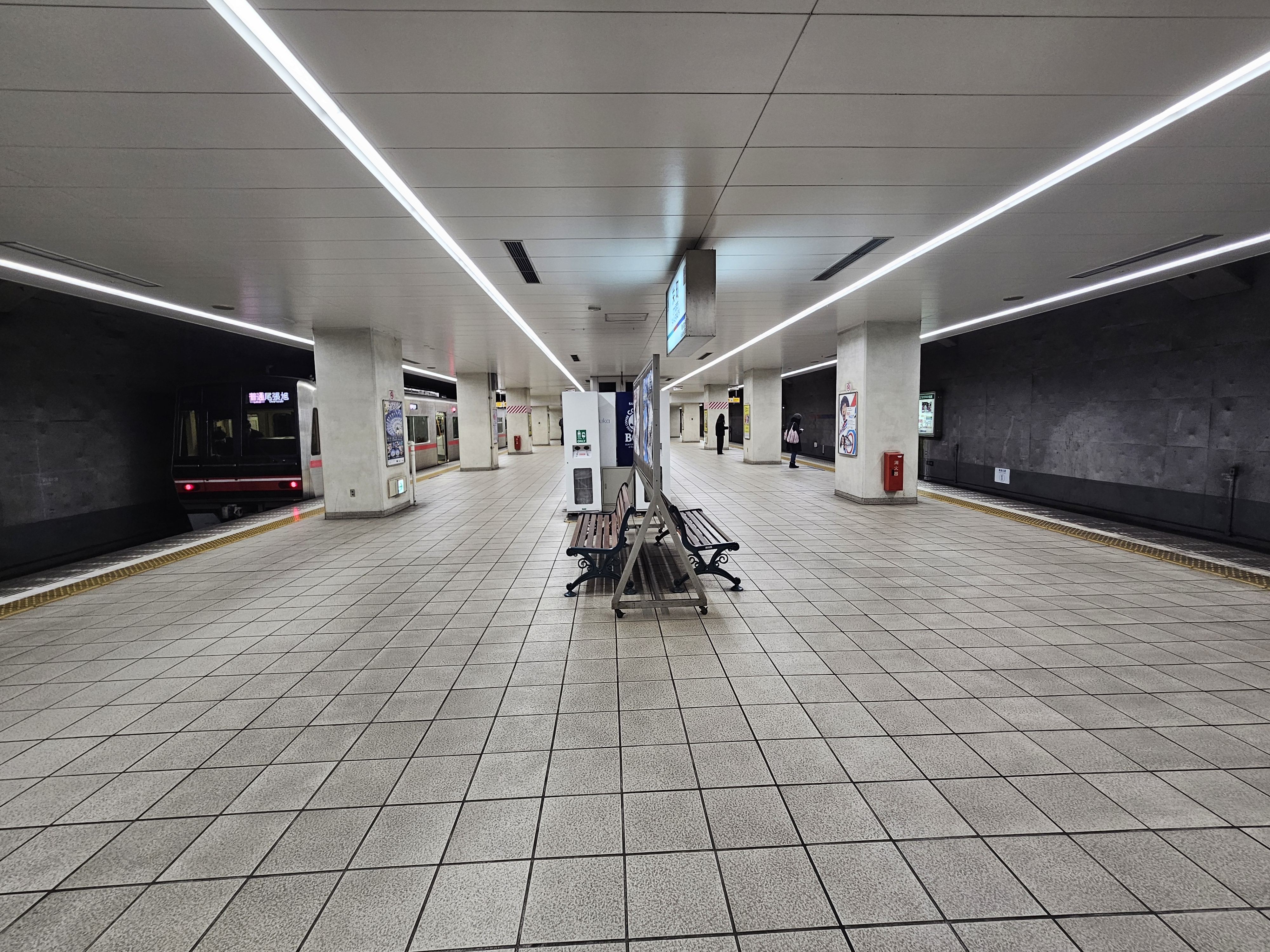
ホーム（2025年3月）
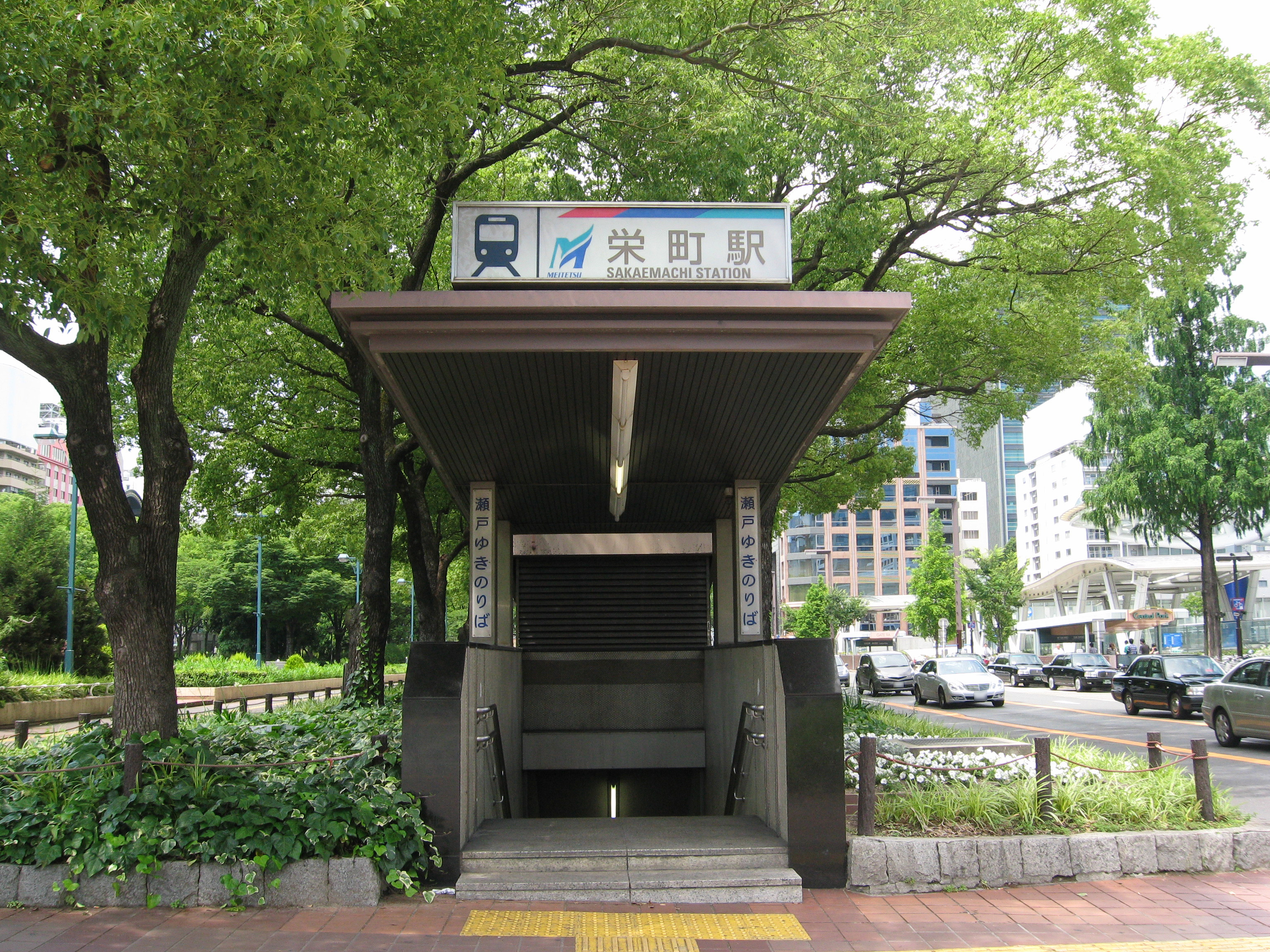
オアシス21の前にある出入口（2009年6月）
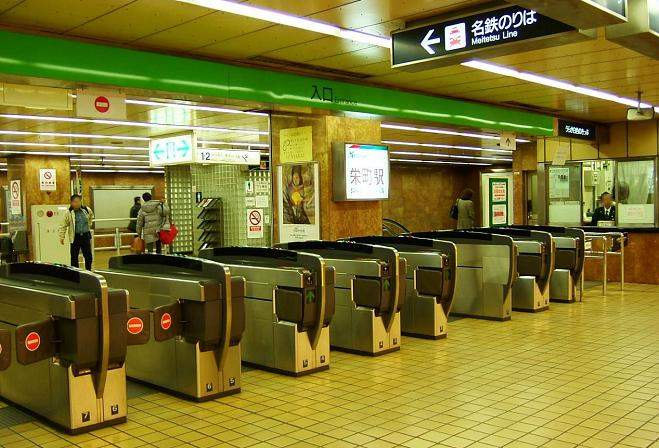
地下街に併設する栄町駅改札口（2005年1月）
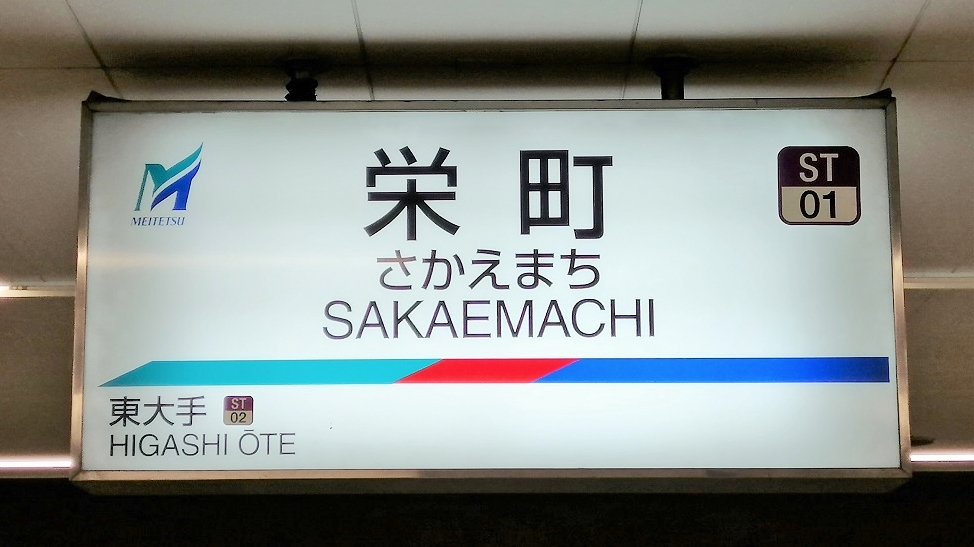
駅名標

### 配線図
| ← 大曽根・ 尾張瀬戸方面 | 栄町駅 構内配線略図 |  |
| 凡例 出典:              |                     |  |

## 駅周辺
栄、もしくは地下鉄東山線・名城線栄駅、桜通線久屋大通駅を参照のこと。

## 利用状況
- 「移動等円滑化取組報告書」によれば、2020年度の1日平均乗降人員は32,008人である[5]。
- 『名鉄120年：近20年のあゆみ』によると2013年度当時の1日平均乗降人員は40,035人であり、この値は名鉄全駅（275駅）中3位、瀬戸線（20駅）中1位であった[6]。
- 『名古屋鉄道百年史』によると1992年度当時の1日平均乗降人員は51,446人であり、この値は岐阜市内線均一運賃区間内各駅（岐阜市内線・田神線・美濃町線徹明町駅 - 琴塚駅間）を除く名鉄全駅（342駅）中5位、瀬戸線（19駅）中1位であった[7]。
- 『名鉄時刻表 1990 Vol.7』によると、1989年度下半期の1日平均乗降人員は43,611人であり、この値は名鉄全駅中6位であった。[8]
- 『名鉄 1983』によると、1981年度当時の一日平均乗降人員は38,089人であり、この値は名鉄全駅中9位であった[9]。
- 『名古屋鉄道データBOOK』によると、2009年度の1日平均乗降客数は39,809人（名古屋鉄道調べ）である。瀬戸線の駅では最も利用客が多く、名鉄の駅では名鉄名古屋駅、金山駅に次いで第3位である。名古屋本線以外の駅では最も利用客が多い。また、名鉄で特急（ミュースカイ、快速特急を含む）の発着がない駅としても最も利用客が多い。
- 『名古屋市統計年鑑』によると、2019年度の1日平均乗車人員は20,870人である。各年度の1日平均乗車人員は以下の通り[10]。

| 年度   | 1日平均 乗車人員 |
| ------ | ---------------- |
| 1995年 | 22,458           |
| 1996年 | 22,501           |
| 1997年 | 22,126           |
| 1998年 | 21,667           |
| 1999年 | 20,297           |
| 2000年 | 19,280           |
| 2001年 | 18,375           |
| 2002年 | 17,761           |
| 2003年 | 17,195           |
| 2004年 | 16,663           |
| 2005年 | 20,639           |
| 2006年 | 20,136           |
| 2007年 | 20,155           |
| 2008年 | 20,457           |
| 2009年 | 19,768           |
| 2010年 | 19,286           |
| 2011年 | 19,463           |
| 2012年 | 19,569           |
| 2013年 | 19,911           |
| 2014年 | 19,675           |
| 2015年 | 20,127           |
| 2016年 | 20,345           |
| 2017年 | 20,623           |
| 2018年 | 20,824           |
| 2019年 | 20,870           |

## 隣の駅
名古屋鉄道
ST 瀬戸線
■急行・■準急・■普通
栄町駅 (ST01) - 東大手駅 (ST02)